# Learning English, Lesson One
Learning English, Lesson One ('Aprendiendo inglés, lección uno' en idioma inglés) es el séptimo álbum de estudio de la banda alemana de punk-rock Die Toten Hosen, y primero cantado íntegramente en inglés. Fue publicado en 1991. El disco está compuesto por versiones de temas clásicos del punk británico y estadounidense, sobre todo de finales de los años 1970. Durante el proceso de grabación, en cada canción colaboró como músico invitado al menos un miembro de la banda creadora del tema. A lo largo del disco se intercalan cinco cortes que se asemejan a una grabación de un método de aprendizaje de inglés. 
Learning English, Lesson One supuso la apertura de Die Toten Hosen a otros mercados extranjeros. Entre 1991 y 1994 el LP se comercializó en Estados Unidos, Gran Bretaña y Japón, entre otros. Sólo en Alemania se vendieron 250 000 copias. Fue remasterizado y relanzado en 2007.

## Lista de canciones
1. Step One – 0:31
2. Blitzkrieg Bop – 1:50 (Ramones)
3. Brickfield Nights – 3:34 (The Boys)
4. Step Two – 0:11
5. Just Thirteen – 2:30 (The Lurkers)
6. If the Kids Are United – 3:08 (Sham 69)
7. Nasty Nasty – 2:06 (999)
8. Step Three – 0:17
9. Dirty Pictures – 2:15 (Radio Stars)
10. Baby Baby – 3:13 (The Vibrators)
11. Gary Gilmore's Eyes – 2:15 (The Adverts)
12. Born to Lose – 3:21 (The Heartbreakers)
13. How the Rockafellas Went to Hollywood – 0:18
14. Do You Remember – 3:25 (The Rockafellas)
15. Carnival in Rio (Punk Was) – 3:08 (música: Campino, von Holst / letra: Biggs)
16. Step Four – 0:18
17. Right to Work – 3:03 (Chelsea)
18. Whole Wide World – 3:19 (Wreckless Eric)
19. Smash It Up – 2:57 (The Damned)
20. Stranglehold – 2:11 (UK Subs)
21. Step Five – 0:22
22. Love and a Molotov Cocktail – 2:30 (The Flys)
23. Do Anything You Wanna Do – 4:27(Eddie & the Hot Rods)
24. Goodbye From Janet & John – 1:01

### Títulos adicionales de la versión remasterizada de 2007
1. No One Is Innocent – 3:03 versión de los Sex Pistols (música: Steve Jones / letra: Biggs)
2. Should I Stay or Should I Go? – 2:43 versión de The Clash (Mick Jones / Joe Strummer)
3. Rockaway Beach – 1:59 versión de los Ramones (texto y música: Colvin, Cummings, Erdelyi, Hyman)
4. Eddie & Sheena – 4:24 versión de Wayne County & The Electric Chairs (Rogers)
5. Richmond – 2:39 versión de Pin Point (Billingsley, Allen, Griffiths)
6. In Still of the Night – 4:11 (Campino, Plain)
7. Anything but Love – 3:58 (Campino, Dangerfield)
8. I Met Her at the Jet Grill – 1:56 (Meurer / Campino, Plain)

## Lista de colaboraciones
- Arturo Bassick (voz) The Lurkers, 999
- Darrell Bath (guitarra) UK Subs
- Ronald Biggs (voz)
- Captain Sensible (teclados, guitarra) The Damned
- Nick Cash (voz) 999
- Cheetah Chrome (voz) Dead Boys
- Neil O'Connor (voz, guitarra) The Flys
- Matt Dangerfield (guitarra, voz) The Boys
- Guy Days (guitarra) 999
- Graeme Douglas (guitarra) Eddie & the Hot Rods
- Andy Ellison (voz) Radio Stars
- Charlie Harper (voz) UK Subs
- Knox (voz) The Vibrators
- Dick Manitoba (voz) The Dictators
- Gene October (voz) Chelsea
- Honest John Plain (guitarra, voz)The Boys
- Jimmy Pursey (voz) Sham 69
- Joey Ramone (voz) Ramones
- Martin „Mitchel"Rockafella (guitarra)The Rockafellas
- Pete Stride (guitarra) The Lurkers
- T. V. Smith (voz) The Adverts
- Johnny Thunders (voz,guitarra) The Heartbreakers
- Wreckless Eric (guitarra, voz)